# 구의역 스크린도어 사망 사고
구의역 스크린도어 사망 사고(九宜驛-死亡事故)는 2016년 5월 28일 서울 지하철 2호선 구의역 내선순환 승강장에서 스크린도어를 혼자 수리하던 외주업체 직원(간접고용 비정규직)인 김 아무개(1997년생, 향년 19세)가 출발하던 전동열차에 치어 사망한 산업재해이다.

## 원인
안전 수칙에 따르면 스크린도어 수리 작업은 2인 1조로 진행해야 하지만, 사망자는 사고 당시 혼자 작업하고 있었던 것으로 알려졌다. 이 사건이 단순히 개인 과실에 의해 발생한 것이 아니라 근본적으로 열악한 작업 환경과 관리 소홀 때문에 발생한 것으로 지적되었다. 경찰 또한 서울메트로가 역무실 관리, 감독을 부실하게 했기 때문에 변을 당한 것으로 보고 있다. 6월 6일, 광진경찰서에 따르면 사망자는 오후 5시 54분에 사고가 일어난 9-4번 승강장에 도착했으며 사고가 일어나지 않았더라면 9-4번 승강장 스크린도어 검수를 마치고 오후 6시 20분까지 서울 지하철 2호선 을지로4가역에 도착해야 했던 것으로 밝혀졌다.

## 추모 운동
사고 발생 이후 몇몇 추모객이 사고 발생 장소인 구의역 9-4번 승강장을 찾아 스크린도어 벽면에 ‘편히 쉬세요’ 등의 내용이 적힌 포스트잇을 붙이거나 국화를 놔두었다. 서울메트로는 안전 등 이유로 포스트잇과 국화를 치웠으나, 사망자를 추모하고 싶다는 문의가 빗발쳐 구의역 대합실에 추모 공간을 따로 마련하기로 하였다. 그러나 시민들은 9-4 승강장 스크린도어에 포스트잇을 붙이고, 승강장에 추모물품을 놓아 9-4 승강장이 자연스럽게 추모공간이 되었다. 사망자의 소지품 중 컵라면이 발견되어, 추모객들이 구의역 승강장과 대합실 등 추모 장소에 음식을 놔두기도 하였다.

## 파장
구의역에서 숨진 비정규직 수리노동자들은 월급을 144만원만 받으며 컵라면도 못 먹을 정도로 중노동에 시달렸지만, 서울메트로 출신 전적자들은 상대적으로 손쉬운 일만 맡으면서도 400만원 안팎의 고임금을 받았다. 이 사고의 여파로 2016년 6월 5일, 서울메트로 임원급 및 팀장급 이상 간부 등 총 약 180여 명이 사표를 제출한 것으로 알려졌다. 서울메트로는 팀장급 이상 간부 전원의 사표를 받아놓고 사고 책임 여부에 따라, 또 혁신안 마련에 소극적일 때도 사표를 수리하겠다고 발표하였다. 서울메트로는 6일 경영지원본부장과 기술본부장 등 임원 2명의 사표를 수리하고, 스크린도어 업무에 책임이 있는 설비 처장, 전자사업소장, 승강장 스크린도어 관리팀장과 사고 당시 구의역 현장을 관리한 구의역장, 구의역 담당 직원 등 총 5명을 직위 해제했다고 밝혔다. 이 사고에 대해 서울메트로를 담당하고 있는 서울시의 총책임자였던 박원순 서울시장은 무조건 책임을 지고 사과의 뜻을 밝혔다.

## 같이 보기
- 구의역
- 비정규직
- 박원순
- 서울 지하철 5호선 김포공항역 사망 사고
- 닥터탐정 1 ~ 2회